# Bruno Damann

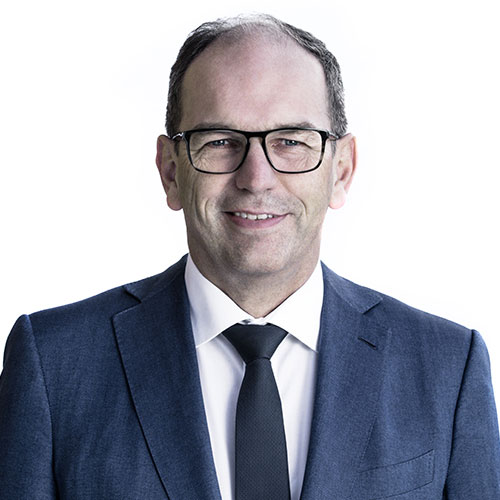
Bruno Damann (2016)

Bruno Damann (* 10. Januar 1957) ist ein Schweizer Politiker (Die Mitte, vormals CVP).

## Leben
Nach der Matura 1978 studierte Damann bis 1984 an der Universität Basel Medizin und liess sich nach der Facharztausbildung für Allgemeinmedizin und Fähigkeitsausweisen in Sportmedizin und Manueller Medizin 1992 in einer Gemeinschaftspraxis für Allgemeinmedizin und Sportmedizin in Gossau nieder.
Seine politische Karriere begann Damann 2005 als Mitglied des Stadtparlaments Gossau, in dem er bis 2012 sass. Von Anfang 2013 bis 31. Mai 2016 war er Stadtrat in Gossau und Departementsvorsteher «Jugend Alter Soziales». Von 2012 bis Mitte 2016 war er Mitglied des St. Galler Kantonsrats (Wahlkreis St. Gallen). Am 28. Februar 2016 wurde Damann im ersten Wahlgang der Gesamterneuerungswahlen zum St. Galler Regierungsrat gewählt. Er trat sein Amt am 1. Juni 2016 an. Er steht dem Gesundheitsdepartement vor. 2020/2021 war er Regierungspräsident. Im März 2024 wurde sein Amt im ersten Wahlgang für weitere vier Jahre bestätigt.
Damann wohnt in Gossau, ist verheiratet und Vater von fünf Kindern.